# My Best Friend Is You
My Best Friend Is You é o segundo álbum de estúdio da cantora e compositora inglesa Kate Nash. O álbum foi lançado em 19 de abril de 2010 no Reino Unido. Inicialmente o álbum chamaria Crayon Full of Colour mas foi mudado pois os fãs estavam se queixando no site da cantora que o nome era muito semelhante ao single "Pencil Full of Lead" do cantor britânico Paolo Nutini.

## Recepção
O álbum recebeu críticas variadas. A allmusic deu 3 estrelas de 5, anotando como "profissional" e comparando com os discos de Amy Winehouse. Andrzej Lukowski da Drowned in Sound diz que o álbum lhe parece "tanto indie como universal" e que o álbum é "bastante ousado". The Guardian deu 5 estrelas de 5, elogiando o crescimento de Kate como artista. O The Irish Times nomeou-o "Álbum da Semana" e o chamou de "um considerável passo desde o disco anterior".

## Tour
No seu site oficial Nash anunciou que estaria fazendo uma turnê para promover o novo disco de 26 de Maio de 2010 até 5 de setembro de 2010, passando por alguns países da Europa, Estados Unidos e Austrália.

## Faixas
Todas as músicas foram compostas e escritas por Kate Nash.
| N.º | Título                                                             | Duração |  |
| 1.  | "Paris"                                                            | 3:02    |  |
| 2.  | "Kiss That Grrrl"                                                  | 3:41    |  |
| 3.  | "Don't You Want to Share the Guilt?"                               | 5:05    |  |
| 4.  | "I Just Love You More"                                             | 3:05    |  |
| 5.  | "Do-Wah-Doo"                                                       | 2:32    |  |
| 6.  | "Take Me to a Higher Plane"                                        | 3:20    |  |
| 7.  | "I've Got a Secret"                                                | 2:39    |  |
| 8.  | "Mansion Song"                                                     | 3:22    |  |
| 9.  | "Early Christmas Present"                                          | 3:08    |  |
| 10. | "Later On"                                                         | 3:34    |  |
| 11. | "Pickpocket"                                                       | 3:21    |  |
| 12. | "You Were So Far Away"                                             | 3:26    |  |
| 13. | "I Hate Seagulls" (4:13 – inclui a música "My Best Friend Is You") | 8:05    |  |

| Faixa bônus do iTunes |              |         |  |
| N.º                   | Título       | Duração |  |
| 14.                   | "R n B side" | 2:16    |  |

## Paradas
O álbum atingiu respectivamente os números 8 e 26 no UK Albums Chart e no Irish Albums Chart na sua 1ª semana, contudo caiu rapidamente na sua 2ª semana para os números 39 e 40.
| Parada (2010)  | Melhores posições |
| -------------- | ----------------- |
| Áustria        | 50                |
| Bélgica        | 35                |
| Holanda        | 47                |
| Europa         | 28                |
| França         | 71                |
| Irlanda        | 26                |
| Reino Unido    | 8                 |
| Suíça          | 23                |
| Alemanha       | 6                 |
| Estados Unidos | 62                |